# Акдала (Акдалинский сельский округ)
Акдала (каз. Ақдала) — село в Балхашском районе Алматинской области Казахстана. Административный центр и единственный населённый пункт Акдалинского сельского округа. Код КАТО — 193633100.

## Население
В 1999 году население села составляло 1782 человека (888 мужчин и 894 женщины). По данным переписи 2009 года, в селе проживал 1761 человек (892 мужчины и 869 женщин).